# Leroy Grumman
Leroy Randle "Roy" Grumman (4 janvier 1895 - 4 octobre 1982) était un ingénieur en aéronautique, pilote d'essai et industriel américain. En 1929, il cofonde la Grumman Aerospace Corporation qui fait maintenant partie de Northrop Grumman.

## Jeunesse
Grumann naît à Huntington, New York. Les ancêtres de Grumman avaient leurs racines au Connecticut, où ils possédaient une brasserie. Quand il était enfant, son père, George Tyson Grumman, détenait et exploitait un atelier de voitures et a ensuite travaillé à la poste,.
Dès son jeune âge, « Mike Red » (un surnom qu'il a eu à cause de ses cheveux blond-roux) montre un intérêt pour l'aviation. Ainsi, lors de son discours de fin d'études à la Huntington High School, le 20 juin 1911, Grumman prédit-il que la perfection finale de l'avion sera l'un des plus grands triomphes que l'homme aura jamais gagné sur la nature ("[t]he final perfection of the aeroplane will be one of the greatest triumphs that man has ever gained over nature").
Grumman poursuit ses études par un baccalauréat ès sciences en génie mécanique de l'université Cornell en 1916. Il décroche son premier emploi dans le département d'ingénierie de la New York Telephone Company (en). Après que les États-Unis soient entrés dans la Première Guerre mondiale, il s'enrôle dans la Réserve navale américaine en juin 1917 comme assistant machiniste de 2e classe, et est envoyé à l'université Columbia pour suivre un cours sur les moteurs de (navires de lutte anti-sous-marine),,.

## Carrière dans l'aviation
Bien que Grumman s'investisse dans l'apprentissage du pilotage, il échoue à l'examen médical, le jury lui diagnostiquant à tort les pieds plats.
Une erreur d'écriture lui permet cependant de se présenter à un cours d'inspection d'avion pour les pilotes stagiaires au Massachusetts Institute of Technology. Ne révélant pas son erreur de classification, il entre dans la formation élémentaire de pilotage à la base aéronavale de Miami et réussit la formation au pilotage avancé à la base de Pensacola, en Floride, en septembre 1918. Raymond P. Applegate, son instructeur de vol, a rappelé quelques années plus tard que ce jeune "était très, très prudent. La plupart des gars, après qu'ils [ont appris à] voler, deviennent plus durs que l'enfer. Grumman ne l'a pas fait." Il a reçu ses insignes d'aviateur naval (no 1216), pour finalement devenir instructeur de vol et être affecté à un escadron de bombardement.
Après un tour de service, l'US Navy l'envoie au Massachusetts Institute of Technology pour étudier une nouvelle discipline : l'ingénierie aéronautique,.
Après l'achèvement de cette formation, Grumann est promu au grade de lieutenant et affecté à la League Island Naval Yard, en tant que pilote d'essai et de réception des hydravions construits par la Navy et Curtiss.
En 1919, la marine américaine l'affecte à la Loening Aeronautical Engineering Corporation de New York comme ingénieur de projet, pour superviser la construction par la société de 52 avions d'observation/chasseurs Loening M-8 monoplan sous contrat avec la Marine. Ses fonctions comprenaient les essais en vol ainsi que la supervision de la production. Grover Loening, le président de la société, est tellement impressionné par son travail qu'il lui offre un poste. Après une rétrogradation au grade d'enseigne en temps de paix dans l'US Navy, Grumman démissionne de la Navy en octobre 1920, pour devenir pilote d'essai des différents types d'hydravions de Loening, tout en participant à la conception et au développement de ces appareils.
Il gravit rapidement les échelons de la société Loening, devenant directeur de l'usine, puis directeur général chargé de la conception des avions, un poste qu'il occupe jusqu'à ce que la société soit vendue à Keystone Aircraft, en 1929, à la veille de la Grande Dépression. Keystone ferme par la suite son usine de Manhattan et déménage ses opérations à Bristol, en Pennsylvanie.

## Création de la société
Ne voulant pas quitter Long Island pour continuer à travailler pour Keystone, Grumman convient avec d'autres collègues de Loening, Jake Swirbul (en) et William Schwendler (en), que leur meilleure option est de démissionner et de créer leur propre société. Grumman hypothèque sa maison pour $16.950 et la mère de Swirbul emprunte $6.000 à ses employeurs pour créer la Grumman Aeronautical Engineering Co. Les cofondateurs sont bientôt rejoints par Ed Poor, directeur commercial de Grover Loening, et par E. Clinton Towl, récemment arrivé de Wall Street. Ces cinq hommes constitueront le cercle restreint de direction de l'entreprise pour les 50 années qui suivront. Loening et son frère, Albert P. Loening, en seront également investisseurs. La société prend le nom de son actionnaire principal et premier président.
Le 2 janvier 1930, la société prend possession d'une concession automobile abandonnée à Baldwin, New York, qui fut par le passé l'usine de la Cox-Klemin Aircraft Co. (en). Initialement, la société, qui ne comprend que 18 salariés, sous-traite la réparation d'appareils amphibies Loening (utilisant pour cela des pièces de surplus achetées à la Loening) et valorise son expertise dans la construction en aluminium pour créer des flotteurs et des carrosseries de camions. Le premier projet de la société voit Grumman et Swirbul, respectivement président et vice-président, trier et apparier, à quatre pattes, des écrous et des boulons, avant d'assembler des flotteurs Loening.
Swirbul et Grumman supervisent le fonctionnement de la société. Alors que les employés de l'atelier appellent familièrement "Jake" le sociable Swirbul, personne n'appelle Grumman autrement que "M. Grumman", par déférence envers ses manières réservées et par respect pour son talent d'ingénieur et de concepteur. Dick Hutton, ingénieur et plus tard vice-président sénior de l'ingénierie chez Grumman, le décrit comme un "grand ingénieur, respecté par beaucoup..." ("great engineer, respected by many...")  Pour sa famille et ses amis proches, il était invariablement "Roy".
Ayant appris le désir de l'U.S. Navy's de disposer de trains d'atterrissage rétractables, Leroy Grumman dépose en 1932 le brevet US 1,859,624, Retractable Landing Gear for Airplanes, basé sur un design précédent qu'il avait développé pour Loening Air Yacht. Le train rétractable innovant et robuste, opéré manuellement, améliorant la version précédente lourde et peu fiable, permet à sa société de contracter avec la U.S. Navy. Lorsque la Grumman Company reçoit son premier contrat de production de l'U.S. Navy pour un chasseur biplan à deux places, le FF-1, elle y incorpore son train d'atterrissage rétractable. La compétence de Grumman en tant qu'ingénieur et concepteur fut dépeinte par un ingénieur de la Grumman Company comme celle d'"un maître de l'intuition qui pouvait prévoir les problèmes techniques et leurs solutions" ("a master of the educated hunch' who could foresee technical problems and their solutions") Il invente seul le célèbre système d'aile repliable "Sto-Wing" qui revolutionne la manutention et l'entreposage des avions sur porte-avions, expérimenté sur le F4F Wildcat. Il conçoit cette solution en plantant des trombones à papier dans une gomme en savon, pour trouver le point pivot qui rend le Sto-Wing possible.
Bien que Grumman realise l'importance de sa relation privilégiée avec la U.S. Navy, vers le milieu des années 1930, il commence à concevoir des avions pour le marché privé, avec le développement de l'hydravion G-21 "Goose" et du G-22 "Gulfhawk", version civile du chasseur embarqué F3F.

### Expansion
Le développement de la société la conduit à déménager dans des locaux plus spacieux – à Valley Stream en 1931, Farmingdale en 1932, et finalement Bethpage en 1937. En 1934, une légende d'entreprise se construit autour du nombre "250", qui marquerait le zénith de expansion dans l'esprit de Grumman. Il pense en effet à cette époque que si la société possédait plus de 250 employés, elle deviendrait trop grosse et nous en perdrions le contrôle. C'est la où il faudrait nous arrêter ("it's going to be too big and we're going to lose control of it. That's where we ought to stop"). Le comptable de la société Towl fut finalement missionné pour dire à Grumman que la liste des salariés atteignait déjà 256 personnes.
Bien que Grumman resiste aux efforts "expansionnistes" de Swirbul, la taille de l'entreprise passa de 700 en 1939 à 25.500 en 1943, la société étant alors connue comme la "Grumman Iron Works" (un nom derivé de la structure rugueuse de leur ligne de produits et une philosophie de conception épousée tant par Swirbul que Grumman), et devenant le premier fournisseur d'avions de la U.S. Navy.

## Distinctions
De nombreuses distinctions ont été attribuées à Grumman, incluant la Medal for Merit du Président des États-Unis d'Amérique (1948).